# سنگ‌نوشته تنگ آزوی
سنگ‌نوشته تنگ آزوی کهن‌ترین نوشتهٔ موجود به زبان فارسی نو است. این سنگ‌نوشته در کوه‌های غربی افغانستان و در حدود ۵۰ مایلی جنوب شرق خواجه چشت قرار دارد. این کتیبه به زبان فارسی، اما به خط عبریست و تاریخ آن برابر ۷۵۲ یا ۷۵۳ میلادی است و بدین ترتیب، کهن‌ترین نوشته به زبان فارسی نو به شمار می‌آید . این کتیبه را ظاهراً چند نفر رهگذر نوشته‌اند.